# El Volcán de Niquitao
La comunidad El Volcán se encuentra ubicada al sur del Municipio Boconó a una altitud de 1960 m s. n. m., con una temperatura promedio de 17 °C. Pertenece a la parroquia Monseñor Jauregui del Municipio Boconó en el Estado Trujillo (Venezuela). Es un sitio que refleja la belleza de un ambiente natural, de esplendorosas quebradas y clima bastante agradable. Es el lugar natal del obispo de la diócesis de Ciudad Guayana,  Carlos Alfredo Cabezas Mendoza.
“El Volcán” ha sufrido grandes cambios y transformaciones, la fuente de ingresos años atrás se generaba por la siembra de maíz y el trigo, hoy en día su economía se basa en la caficultura y agricultura. Así mismo se nota una gran transformación en cuanto a las viviendas, ya que sus casas eran de estilo colonial (bahareque, madera y techo de brosa producido de la caña), actualmente solo hay una pequeña porción de casas coloniales, la mayoría son de bloques. Es importante señalar que a partir del año 1964 hubo un gran desarrollo debido a la construcción de la escuela, el acueducto y creación del servicio médico. Coloquialmente se le llama Volcanero o Volcanera a los habitantes de esta comunidad.
Entre los acontecimientos importantes tenemos que en la década de los 60 existía un camino amplio llamado “Camino Real”, por donde las personas se trasladaban de Niquitao a Boconó, caminando y a caballo, aunque ya a partir de esta década comenzaban a transitar vehículos rústicos específicamente jeep.
Esta comunidad es la primera en población después de Niquitao, pueblo histórico donde se desarrolló la batalla de Niquitao, posee aproximadamente 400 habitantes. La principal fuente de ingreso de esta comunidad es el café, uno de los frutos más significativos dentro de la comunidad y seguido de otros rubros como lo son los cítricos, cambures, hortalizas, y tubérculos. Cabe destacar que esta comunidad se caracteriza por la amabilidad, cordialidad y generosidad de sus habitantes.

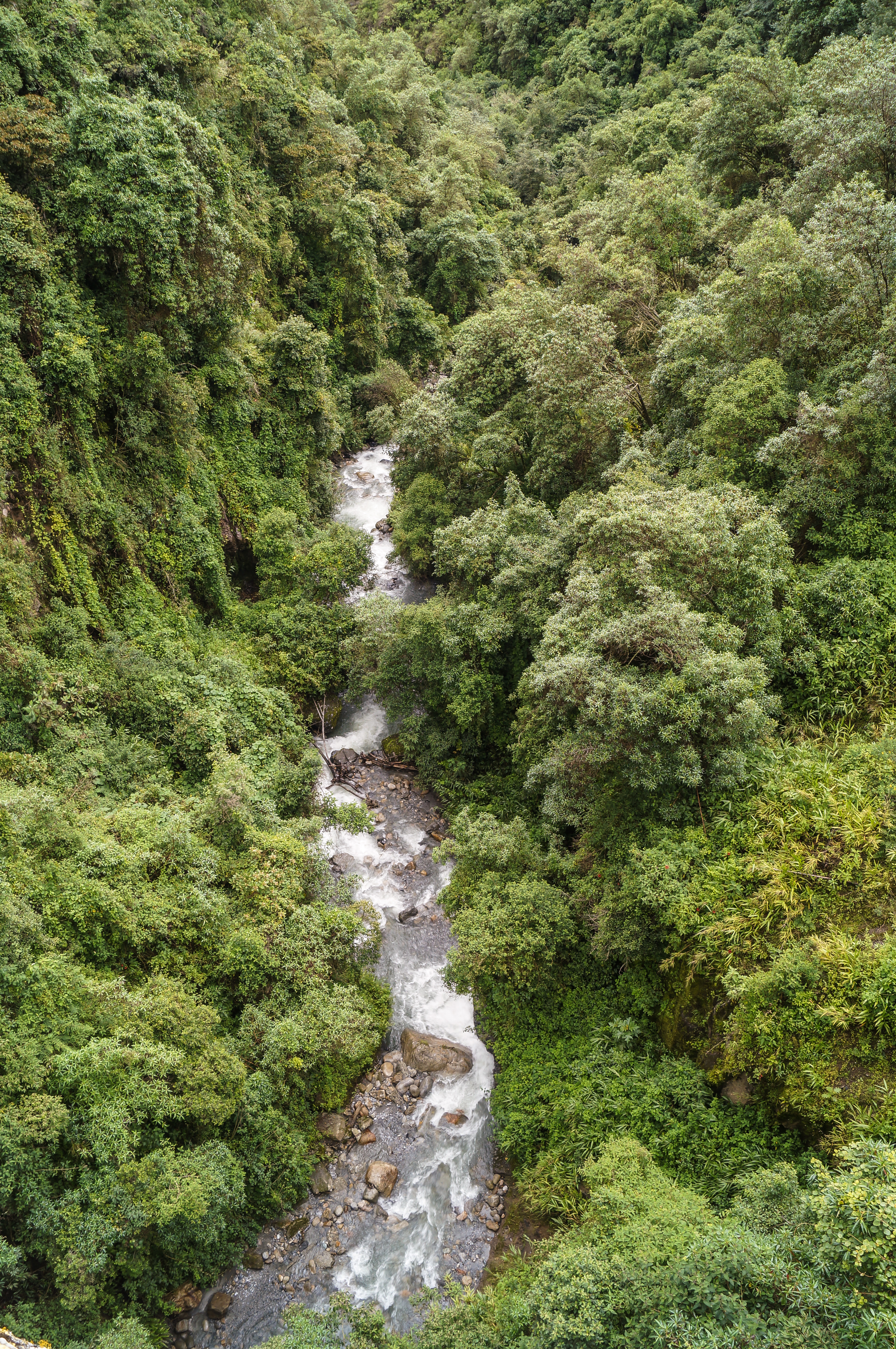
Vista del río Burete.

Las festividades religiosas se concentran en su patrona, la Virgen del Carmen el 16 de julio de cada año, en la capilla al lado del grupo escolar Unidad Educativa "Miguel José Sanz", ubicada en la parte central de la población. Otras festividades desarrolladas por la comunidad se orientan a la celebración de los velorios de San Benito, y la coronación de la Virgen el 30 de mayo, antiguamente se celebraba el viacrucis viviente, paradura y búsqueda del niño perdido.
Como patrimonio turístico se disfruta del río Burate, también una gran diversidad en cuanto a lo artesanal como lo son los vinos, zanjonero, leche e’burra, mistela, miche, ponche de café, pan criollo, dulces, corrunchete y manjar, entre otros. Actualmente se destaca por ofrecer una gastronomía típica del país, cochino frito, pollo a la brasa, comida rápida, razón por la cual se encuentra dentro de uno de los sitios más visitados por los turistas que visitan el pueblo de Niquitao.
El Volcán se encuentra en crecimiento tanto habitacional como comercial, representa el área donde convergen distintos habitantes y visitantes por ser punto de entrada a diversos caseríos, que juntos con el mismo conforman una población de aproximadamente 1000 habitantes, considerando además que es el lugar donde se encuentra establecida la escuela, el ambulatorio, iglesia, restaurantes, posadas y principales comercios, siendo su ubicación una de las principales fortalezas por establecerse en la vía principal de Bocono a Niquitao, este último identificado como uno de los pueblos turísticos más visitados del Estado Trujillo.
- Datos: Q28663210